# Христианство

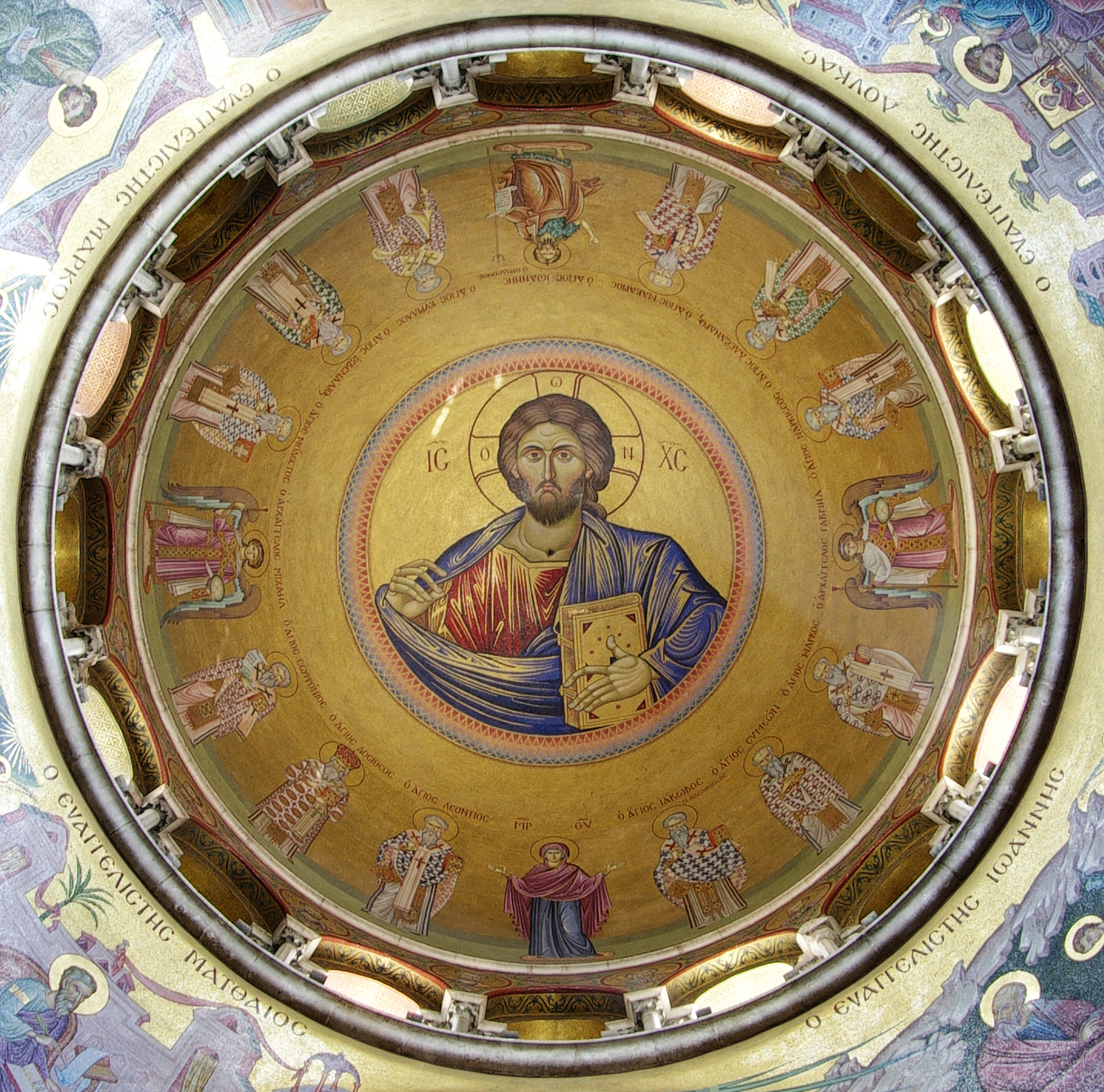
Спас Вседержитель, мозаика, Храм Гроба Господня, деталь купола над кафоликоном, Иерусалим

Христиа́нство (греч. Χριστιανισμός, лат. Christianismus, от греч. Χριστός — Христос — «Пома́занник», «Месси́я») — мировая авраамическая монотеистическая религия, учение которой восходит к проповеди Иисуса Христа и его апостолов (переданной в Новом Завете) в Земле Израильской, и было развито отцами Церкви. Христиане исповедуют, что Иисус из Назарета есть Мессия, Сын Божий и Спаситель человечества, который, будучи распят на кресте, воскрес и вознёсся на небо во плоти, своей крестной жертвой искупив грехи человечества и открыв людям путь к спасению (1Ин. 5:4, 5 и др.). Монотеизм в христианстве (в отличие от иудаизма и ислама) является компромиссным: в большинстве направлений христианства центральным является учение о Троице, трёх Лицах единого по существу Бога — Бог Отец, Бог Сын (Иисус Христос, Логос) и Святой Дух (1Ин. 5:7 и др.).
Совокупность всех верующих христиан, рассматриваемая как возглавляемое Христом религиозное единство (духовное или мистическое тело Христово), именуется Церковью. Церковь понимается как земная реализация Божиего замысла. Важное место в христианском учении занимает любовь, которая в онтологическом плане осмыслена как сущность Бога («Бог есть любовь» — 1Ин. 4:8), в этическом — предписана человеку в качестве высшей заповеди. Христианская любовь, агапэ (греч. ἀγάπη) не делит людей на своих и чужих или друзей и врагов, это любовь «не ищущая своего» (1Кор. 13:5).
Согласно традиционной позиции, христианство основано в I веке Иисусом Христом. Существует также мнение, что называть раннее христианство «отдельной религиозной традицией» некорректно, поскольку до середины II века движение последователей Иисуса считалось одним из направлений иудаизма. Учения различных групп ранних христиан значительно различались, вплоть до отличия от современного христианства в основных постулатах о Боге и Иисусе. Так, часть ранних христиан видели в Иисусе только пророка.
Поскольку большинство христиан сегодня согласны с учением Никейского символа веры, современные христианские богословы склонны считать, что споры в ранней церкви отражали конфликт единой ортодоксальной позиции (протоортодоксии) с меньшинством — еретиками. Другие учёные, указывая на различия между различным группами ранних христиан — иудеохристианами, паулианами и другими, такими как гностики и маркиониты, считают, что раннее христианство было фрагментарно, с одновременно существовавшими конкурирующими ортодоксиями. Когда к концу III века одна из конкурирующих групп (условно называемая паулианами, группа последователей апостола Павла) стала достаточно сильной, она подавила другие группы и заявила, что её учение всегда было позицией большинства, а её соперники всегда были «еретиками», сознательно отвергнувшими «истинную веру». По мнению этих учёных, данная группа и стала нынешней Христианской церковью, которая возводит свою историю непосредственно к Иисусу Христу и считает своё учение единственно верным.
В 1054 году произошёл раскол христианской Церкви на Католическую (с центром в Риме) и Православную (с центром в Константинополе). Древневосточные церкви отделились ранее. Появление протестантизма стало результатом реформационного движения в Католической церкви в XVI веке.
Христианство — самая крупная авраамическая и мировая религия как по численности приверженцев — около 2,5 млрд, так и по географической распространённости: в каждой стране мира есть хотя бы одна христианская община.
Представлено большим числом (более 20 тысяч) конфессий и сект, каждая из которых претендует на статус истинной Церкви. Крупнейшие направления в христианстве: католицизм — около 1,3 млрд верующих; различные деноминации протестантизма — около 800 млн; православие — около 280 млн, древневосточные церкви (антихалкидониты, находятся в оппозиции к церквям, принявшим решения Халкидонского собора) и Ассирийская церковь Востока — 70–80 млн верующих.
Уже за первые 300 лет своей истории христианство превратилось в доминирующую религию в Римской империи. Христианство сыграло важнейшую роль в развитии западной цивилизации, начиная с поздней античности и Средневековья. Христианство призывает быть сострадательными подобно Христу. Отождествление Христа с бедными и нищими способствовало развитию учреждений социальной помощи, которые заложили основу для современной сети больниц, детских домов и школ.

## Понятие и терминология
Термин христианство происходит от греч. Χριστός (Христос), которое читается уже в Септуагинте в качестве перевода с древнееврейского языка слова Машиах — `помазанник` (Мессия). Первые последователи Иисуса Христа именовали себя братья (Деян. 1:16), ученики (Деян. 11:26), верующие (Деян. 2:44). Наименование христиане первоначально было дано им другими, однако очень быстро было воспринято в качестве самоназвания. К 64 году н. э., во время преследований христиан императором Нероном, это именование было уже широко распространено в Риме.
В широком смысле христианами называется историческая общность людей, которые ведут свою историю от первых последователей Иисуса Христа; к христианству принадлежат учреждения, общественные и культурные институты, верования и доктрины, порождённые этой общностью; в наиболее широком смысле, — формы цивилизации, которые созданы ею или под её влиянием.
Христианская традиция применяет ряд более определённых терминов для обозначения специфических аспектов христианской религии. Так, совокупность всех верующих христиан, рассматриваемая как возглавляемое Христом религиозное единство (тело Христово), именуется Церковью. Слово Церковь как «духовное» или «мистическое тело» употребляется в единственном числе. Во множественном числе это слово может относиться к отдельным организованным по конфессиональному или национальному принципу группам или общностям: Католическая, Православная, лютеранская, баптистская и другие церкви.
Христианство может рассматриваться в качестве религиозного института — Вселенской Церкви или отдельных церквей; совокупности верований и доктрин (христианские догматы и теология); социальной, культурной или в некоторых случая политической реальности, сформированной христианскими религиозными традициями и воззрениями.
В современных европейских языках прилагательное христианский приобрело значение всего нравственного и достойного похвалы.

## Учение
Христианство есть вера во Христа, Сына Божия, Господа нашего, Спасителя и Искупителя, это есть «победа, победившая мир, сия есть вера наша» (1Ин. 5:4, 5).

### Бог

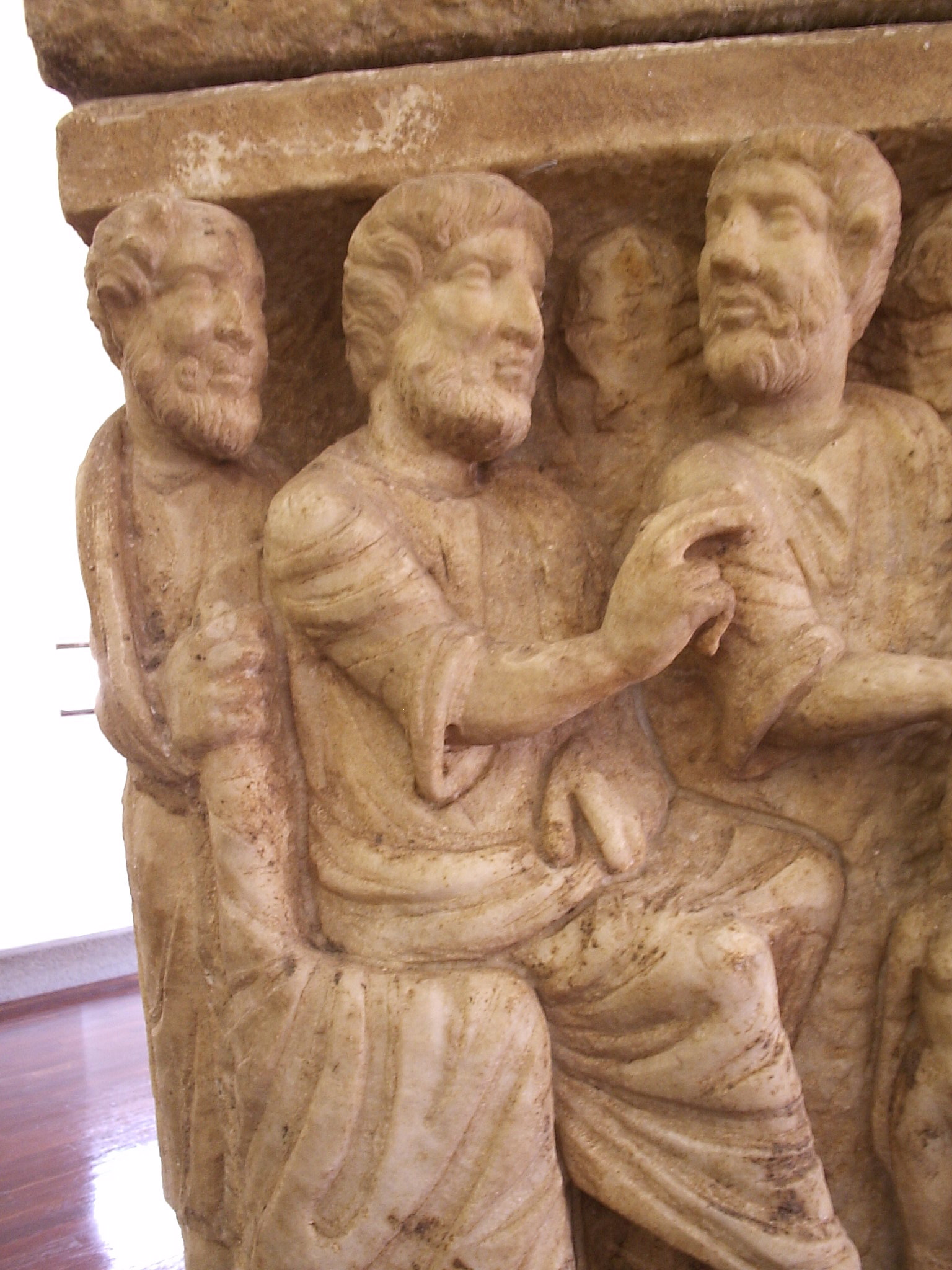
Деталь наиболее раннего известного изображения Троицы, Догматический, или Троицкий саркофаг, около 350 (Музеи Ватикана): три одинаковые фигуры, представляющие Троицу, участвуют в создании Евы

Христианская концепция Бога опирается на ветхозаветный образ, привнося в него греческие и собственные христианские элементы. Первым новшеством является учение о Троице, единый Бог рассматривается как триединый. Вторым — учение о Воплощении, согласно которому Иисус Христос является Богочеловеком. Третьим — переосмысление и перетолкование образа ветхозаветного Бога в понятиях и концептах греческой философии, что впервые породило догматику в собственном смысле слова. Ветхозаветное наследие является менее теоретизирующим и концептуализирующим, в отличие от теоретических концепций из древнегреческой философии. Эта переинтерпретация закрепилась посредством философского наследия и учения, сформировавшегося в рамках Христианской церкви.
Христианство, как и ислам, приняло заложенную в иудейской религии идею единого Бога, который обладает абсолютной благости, абсолютным знанием и абсолютным могуществом, имеющеет свою причину в себе самом. По отношению к нему все существа и предметы — его творения: Бог создал всё из ничего. Он не нуждается в мире и сотворил его не в ходе какого-то необходимого процесса, но сотворение есть свободный акт воли. Личностное понимание Абсолюта было, свойственно уже библейской традиции, но христианство довело его до новой стадии, что выразили два центральных христианских догмата, которые составляют важнейшее отличие от иудаизма и ислама — догмат триединства и догмат Боговоплощения. По догмату триединства, внутренняя жизнь Божества — личное отношение трёх ипостасей (лиц), это триединые Бог Отец (безначальное первоначало), Бог Сын, или Логос (смысловой и оформляющий принцип), и Святой Дух («животворящий» принцип). Бог Сын «рождается» от Бога Отца, Святой Дух «исходит» от Бога Отца (согласно православному учению) либо от Бога Отца и Бога Сына (согласно католическому учению). «Рождение» и «исхождение» — не в каком-либо времени, а в вечности: все лица Троицы существовали всегда — они «предвечны», и равны друг другу по достоинству — «равночестны». Согласно христианскому вероучению, не следует смешивать лиц и разделять сущности. Это чёткое размежевание уровней сущности и ипостаси является спецификой христианского триединства в сравнении с триадами в других религиях и мифологиях, например, по сравнению с тримурти в индуизме. Ипостаси Святой Троицы являются не взаимозаменимыми двойниками или масками единой безличной стихии, но «неслиянными» — безусловно сохраняющими личностное самостояние, но именно как личности они «нераздельны» и «единосущны» — являются абсолютно прозрачными и проницаемыми друг для друга в единящей любви. Аналогию этой любви на низших ступенях иерархии бытия составляет любовь между человеческими «ипостасями», то есть человеческими личностями. Эта любовь рассматривается не в качестве «эротической необходимости» Платона, подобной внеличной силе тяготения, но в качестве христианской любви — агапэ (ἀγάπη), жертвенной воли к полной самоотдаче и разомкнутости.
Согласно христианскому учению, Новый Завет не отменил Откровения Ветхого Завета, но исполняет его, раскрывает его истинный смысл, поскольку, согласно христианству, Христос и Его проповедь раскрыли и ранее сокрытое, открытое Израилю, данное пророкам лишь гадательным образом. «Бог, многократно и многообразно говоривший издревле отцам в пророках, в последние дни сии говорил нам в Сыне…» (Евр. 1:1, 2). Понятие о Боге христианское учение связывает с представлением об Откровении. С точки зрения христианства, изучению могут подлежать лишь эпифеномены Откровения, а не сам Господь, и если, разум не обладает инструментами и критериями, которые необходимы для корректного восприятия и анализа Откровения, он оказывается беспомощным в суждениях о Боге. В христианстве считается, что только Церковь хранит и истинно толкует Откровение, полученное ею от Бога, а следовательно верное суждение о Боге возможно исключительно на основе учения Церкви — в церковном богословии. Церковь утверждает, что обладает полностью достоверным ви́дением Бога и несёт историческую миссию проповеди этого знания. «Церковь в то же самое время видит в мировой культуре, истории, общественном и индивидуальном сознании плюрализм форм восприятия Бога человеком, в которых в той или иной степени присутствуют элементы истины». Согласно церковному учению, Божественное Откровение и замысел Божий в отношении мира в целом несёт универсальный характер.

### Христология

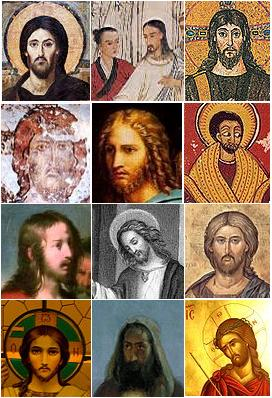
Различные изображения Иисуса Христа в мировой культуре (см. также Иконография Иисуса Христа)

Фигура посредника между божественным и человеческим присутствует в самых различных мифологиях и религиях. Однако Христос в христианстве понимается не как полубог, промежуточный персонаж между Богом и человеком: по догмату Боговоплощения, в нём в личностном единстве совмещается вся полнота как Божественной, так и человеческой природы: «не через смешение сущностей, но через единство лица» — Афанасьевский Символ веры («Quicumque»), IV—V века. Вдвойне парадоксальная формула, принятая Халкидонским собором 451 года «неслиянно и нераздельно», представляет универсальную для христианского учения схему отношений между Божественным и человеческим, трансцендентный и имманентным. Боговоплощение рассматривается в качестве единократного и неповторимого, не допускающего каких-либо перевоплощений, вечных возвращений и иных атрибутов языческой и восточной мистики: «Единожды умер Христос за грехи наши, а по воскресении из мёртвых более не умирает!» — тезис, который Августин отставал против пифагорейской доктрины. Отсюда исходит значение исторического времени, к которому присоединяется явление надвременного: исторической датировкой в Символе веры является указание «при Понтии Пилате», мистической периодизацией истории человечества — «до рождества Христова» и «после рождества Христова», также обстоятельное членение времени от Сотворения мира до Страшного суда в рамках средневековой теологии.
Схождение Бога в человеческий мир рассматривается как кеносис (греч. ϰένωσις — «опустошение», «уничижение»), понимаемый в качестве свободного акта любви и смирения со стороны Божества, которым дана безусловная этическая норма для человеческого самоопределения в мире. Христос разделил не только общие естественные условия человеческого существования, но и наиболее неблагоприятные его социальные условия. Христос из Евангелий как казнённый проповедник сопоставляется с Сократом из «Апологии» Платона. Однако если Сократ имел социальное положение свободного афинского гражданина, что гарантировало ему защиту от грубого физического насилия, а его «красивая» смерть от чаши с цикутой передаёт философскую иллюзию преодоления смерти через силу мысли, то Христос перенёс земную «рабскую» смерть, претерпел «жесточайшее и омерзительнейшее истязание», как называл крестную казнь Цицерон, а прежде подвергся бичеванию, пощёчинам и плевкам. Такое страдальчество и незащищённость отчасти предвосхищает образная система Ветхого Завета, где присутствуют мотивы терзаний праведника в псалмах и особенно фигура отверженного людьми «раба Яхве» (Ис. 53). «Кеносис» Бога во Христе доведён до такой степени, что в решающий момент он и в собственной душе не имеет защищающей стоической атараксии и оказывается предан жестокому борению (Лк. 22:44), испытывает страх смерти и тоску богооставленности.
Распятие Христа рассматривается некоторыми христианскими богословами и другими авторами как совершённое евреями «богоубийство».

### Почитание святых

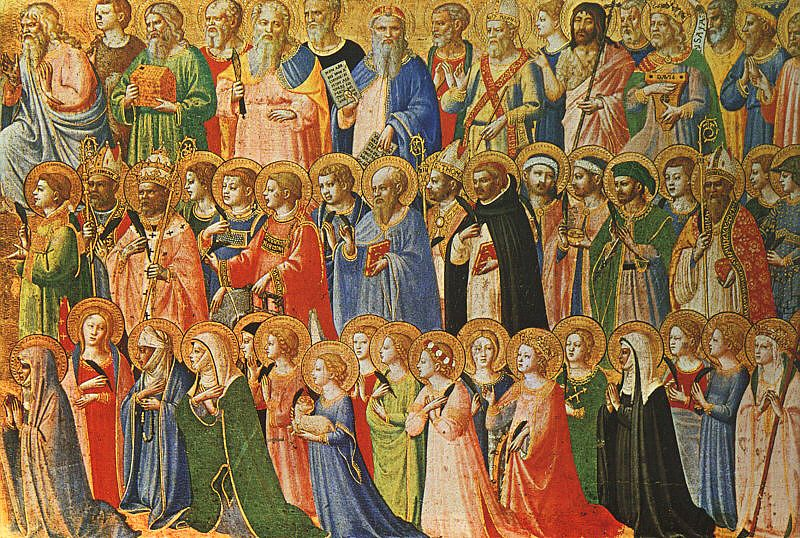
Святые, Фра Беато Анджелико, XV век

Более 150 тысяч человек причислены христианскими церквями (Православной, Католической и др.) к лику святых (см. Канонизация). Святые, канонизированные до разделения церквей, почитаются как католиками, так и православными.

### Христианская антропология
Ситуацию человека христианство осмысляет крайне неоднозначно. Человека Бог сотворил по своему «образу и подобию». В рамках этого изначального состояния и конечного замысла Бога о человеке мистическое достоинство принадлежит не только духу человека — как в античном идеализме, в гностицизме и манихействе, — но и его телу. При этом грехопадение — первый акт непослушания людей Божией воли, разрушает богоподобие человека, что и сделало необходимым Боговоплощение: «Как войдёт человек в Бога, если Бог не войдёт в человека?» — вопрошал Ириней Лионский. Этим создаётся предпосылка «обо́жения» человека, существование которого христианство мыслит «открытым» в вертикальном плане, в направлении Бога. По этой причине трансцендентные возможности человеческой природы нельзя представить: «Мы теперь дети Божии, но ещё не открылось, что будем» (1Ин. 3:2). Христом была побеждена сила греха, принесено искупление для людей, он как бы выкупил людей из рабства сатаны, приняв на себя истязания и мучительную смерть. Образ мучительной смерти на кресте стал эмоциональным и идейным центром всей христианской символики. Высоко в христианстве оценивается очистительную роль страдания — не как самоцель, поскольку назначением человека считается райское блаженство, которое свободно от страданий, — но в качестве наиболее сильного орудия в борьбе против мирового зла: лишь «принимая свой крест», человек становится способен победить зло в себе и вокруг себя. Схождение Бога к человеку является одновременно требованием восхождения человека к Богу. Прорыв естественного миропорядка, осуществлённый Богом — вызов, который обращён к человеку, от которого учение ожидает такой же прорыв силой его «выше чем человеческого» поведения (Фома Аквинский): человека следует не просто привести к послушанию Богу и исполнению заповедей, как предполагается в иудаизме и исламе, но он должен быть преображён и «обо́жен». Если же человек не исполнит этого своего назначения и не оправдает жертвы Христа, то погибнет навеки, середины между славой и погибелью не предполагается.
При этом трансцендентное достоинство человека на земле — скорее сокровенная возможность, чем наглядная реальность: свободная человеческая воля может отвергнуть божественное дарение и разрушить себя; если человек и совершает «правильный» выбор, его исход за пределы нашего мира осуществляется только на мистическом уровне его бытия, он не имеет какой-либо наглядности и доступен всем страданиям мира, и, более того, не защищён также от таких вещей как мучения духа, искушения, внутреннее унижение, самообвинения. Христианину решительно запрещается в какой-либо ситуации считать, что он абсолютно прав, и христианское учение создало масштабную культуру усмотрения собственной виновности, например, в «Исповеди» Августина. В этом критическом состоянии полной утраты уверенности в собственных силах вступает в действие Божия благодать: «сила Божия в немощи совершается» (2Кор. 12:7). Мартин Лютер восклицает: «Ибо Бог, есть Бог униженных, страдающих, истерзанных, угнетённых и тех, кто совершенно обращены в ничто, и природа его в том, чтобы возвышать униженных, насыщать голодных, просвещать слепцов, утешать страдающих и истерзанных, оправдывать грешных, животворить мёртвых, спасать отчаявшихся и осуждённых и т. д. Ибо он есть всемогущий Творец, из ничего творящий всё». Для обретения спасения учение призывает человека усмотреть в самом себе ничто и, совершая акт смирения, раскрыть это ничто Богу, предоставить ему творить из ничего «духовные дары», подобно тому, как он творил из ничего мир.
В рамках христианского сознания всякое наглядное человеческое благополучие человека только оттеняет метафизическое унижение и, напротив, всякое наглядное унижение может быть желанным для сокровенной прославленности (Иак. 1:9, 10). Отсюда исходит распространённый в средневековом христианстве культ добровольного нищенства, юродства, молчальничества, затворничества и др. «Сокрушение сердечное», «сладостный плач» являются характерными чертами психологии христианства, как ритуальные смех или вой — чертами психологии язычества, а отрешённая улыбка бодхисаттв — психологии буддизма. Для христианского учения желательным состоянием человека в земной жизни является не спокойная безболезненность мудреца, стоического или буддийского, а «сердце болезнующее», напряжение в борьбе с собой и страдания ради других. Преподобный Иосиф Волоцкий сравнивал человеческую мысль с водой, которая в непринуждённом и беззаботном состоянии растекается, а, будучи стеснённая горем и заботой, поднимается в высоту. Но эта вовлечённость в происходящее учение относит только к духовно-этической плоскости любви, сострадания и самоосуждения, но не к вещному плану бытия, к которому относена формула из Нового завета «иметь, как бы не имея». Таким путём христианство сочетает посюсторонность и потусторонность. Преподобный Максим Исповедник призывал относиться к жизнни не чувственно и не бесчувственно, но со-чувственно, что составляет формулу единения с миром в любви, но при этом ухода от мира в аскезе — этический коррелят догматической «неслиянности и нераздельности».
С этой концепцией имеет связь чуждое для других религий понятие таинства, особого культового действия, которое выходит за рамки обрядности: если в обрядах человеческий быт символически соотносится с Божественным бытием, чем гарантируется стабильность равновесия в мире и человеке, то таинством Божественное реально вводится в жизнь человека и служит в качестве залога преображения, прорыва эсхатологического времени уже в настоящем времени. Важнейшими из таинств, признаваемыми всеми христианскими вероисповеданиями, считаются крещение, которое пресекает инерцию наследственной греховности, и евхаристия, или причастие, заключающееся во вкушении хлеба и вина, которые мистически претворены в Плоть и Кровь Христовы, и нацеленное на соединение верующего с Христом, дабы Христос «жил в нём». В православии и католицизме признается ещё пять таинств, которые отвергает протестантизм: миропомазание, цель которого сообщить верующему мистические дары Святого Духа, оно как бы увенчивает крещение; покаяние, или исповедь; священство, понимаемое в качестве возведения в духовный сан, который предоставляет полномочие учить и вести верующих, а также — в отличие от иудейской и исламской религий — власть совершения таинств; брак, рассматриваемый в качестве соучастия в мистическом браке Христа и церкви; соборование, или елеосвящение, представляющее собой помазание тела болящего елеем, сопровождаемое молитвами и понимаемое как последнее средство вернуть его к жизни и одновременно напутствовать к смерти.
В христианском учении понятие таинства связано с этикой аскетизма, который в христианстве, в отличие от аскетизме в буддизме, манихействе или от стоического аскетизма, имеет своей целью не только отрешение духа от плоти, но, в идеале, также очищение и освящение самой плоти, переход плоти в состояние эсхатологической просветлённости. Идеалом аскетизма может быть названа Дева Мария, по христианскому преданию, телесно «воспринятая в небесную славу». В протестантизме, в котором ослабло переживание таинства, закономерно отпал и аскетический идеал — было упразднено монашество, почитание Девы Марии и т. д.

## Социальное учение
Любовь в христианстве в онтологическом плане осмыслена как сущность Божества («Бог есть любовь» — 1Ин. 4:8), в этическом — предписана человеку в качестве высшей заповеди. Такое восприятие лежит кроме того в основе христианской социальной утопии, очертания которой значительно менялись от творений Иоанна Златоуста до современного христианского социализма и левых групп католического движения; однако религиозно-этическая структура этой утопии оставалась прежней. Идеалом является такое общество, каждый член которого из любви принял всю социальную дисгармонию на себя и тем самым отменил, «искупил» её. Однако для этого необходима христианская любовь ἀγάπη, которая не делит людей на своих и чужих или друзей и врагов, «не ищущая своего» (1Кор. 13:5), — тождество между предельной самоотдачей и предельной отрешённостью (Мф. 5:43, 44). В своей широте агапэ перешла даже пределы этики, поскольку прекратила деление людей на хороших и дурных: в качестве образца было принято стихийное действование Бога, который «повелевает солнцу своему восходить над злыми и добрыми и посылает дождь на праведных и неправедных» (Мф. 5:45). При такой позиции предполагается отрешение от любви — личной заинтересованности, от любви к себе и любви к «своему» в других, что выражает парадоксальное требование «возненавидеть» своих родных и свою жизнь (Лк. 14:26), что понимается как требование самопреодоления. По словам религиозного философа Михаила Тареева, «заповедь о любви ко врагам не есть расширение естественной любви к своим, но имеет своею обратною стороною заповедь о ненависти к своим». Место, которое в других культурах и религиях занимает принадлежность к национальному, этническому, семейному или какому-либо иному «организму», укрытость в этом коллективном организме, в христианстве занимает идеал все-открытости, что достигается через отрешённость. Для любого человеческого коллектива христиане есть «пришельцы и странники» (1Пет. 2:11); они, по словам анонимного раннехристианского памятника «Послание к Диогнету», «имеют жительство на земле, но гражданство на небесах»; «не имеем здесь постоянного града, но взыскуем грядущего» (Евр. 13:13, 14). Такая позиция составляет максимально резкую противоположность античному идеалу гражданственности. Люди, которые вышели из «естественных» связей, образуют христианскую элиту, выделившуюся уже с ранних времён — девственницы и стремящиеся к праведности, которая с IV века конституируется в монашество. Первые теоретики монашеского коллектива рассматривали его как антисоциум, в котором отменена власть старых общественных норм и создана возможность реализации утопии — «особая страна» в описании, которое оставил Афанасий Великий для поселения египетских монахов: «здесь не было никого, кто совершал бы или претерпевал бы беззаконие, здесь ничего не знали о ненавистной докуке собирателя налогов». Идеал Афанасия о монастыре — прибежище совести и духовности в лишённом совести и духовности обществе, повторяли раннее францисканство, выражавшее отвращение к собственности как к источнику разобщения между людьми, русские нестяжатели, в том числе преподобный Нил Сорский, заволжские старцы и др.
Однако христианство является религией не только отречения от мира, но и действия в нём. Центральные идеи этой религии связаны не с монашеством, а с христианской общиной в целом, которая называется Христианская церковь. Христианство может существовать без монашества — обходилось без него первые три столетия своей истории и обходится без него в пределах протестантизма, однако оно немыслимо без идеи Церкви. Церковь понимается не только в качестве земной реализации Божиего замысла, но также как хранительница коллективного «ортодоксального» опыта, то есть как гносеологический критерий познания Бога: с позиции христианства человек способен к адекватному распознаванию и воспринятию Откровения будучи не обособленным индивидом, но в рамках общения со всеми членами Церкви, и живыми, и умершими.

## Истоки
В иудаизме кроме официального религиозного служения в Храме важную роль также играли пророки, претендующие на то, что они передают Божественное откровение от Бога, как и Моисей, который непосредственно общался с Богом у неопалимой купины и на вершине Синая. В иудаизме периода Второго храма авторитет библейских пророков был очень высоким, и зарождение христианства многие исследователи связывают с направлением в иудаизме, для которого важное значение имели мессианские библейские пророчества и сверхъестественные проявления харизмы религиозных проповедников (пророков) . Еврейский мессианизм предсказывал приход «помазанного» лидера из Дома Давида, чтобы восстановить Божье правление в Израиле (Царствие Божие) вместо иноземных правителей того времени. Геза Вермеш указывает на ряд таких фигур последних веков ветхозаветной эпохи и в период появления Христа (100 год до н. э. — 100 год н. э.) Иоанн Креститель был одним из таких пророков и Иисус рассматривался в качестве его последователя. Учёные считают вероятной связь Иоанна с кумранской общиной, которая рассматривается в качестве одной из предшественниц первых христианских общин.
В том, что касается самого Иисуса, то его историчность является предметом многочисленных дискуссий. Большинство историков сходится во мнении, что по крайней мере два эпизода его жизни, крещение его Иоанном Крестителем и распятие Понтием Пилатом, являются историческими. Относительно других эпизодов среди исследователей нет консенсуса и они рассматриваются в той или иной степени легендарными. Неполнота источников не позволяет полноценно установить подробности жизни Иисуса, однако даёт возможность реконструкции существования раннехристианских общин. При этом следует учитывать, что информация эта в основном написана самими христианами.
После крещения Иисус проповедовал, по разным источникам, от года до трёх лет в основном в Галилее в мелких городках и рыбацких посёлках в окрестностях Тибериады. После появления в Иерусалиме он был осуждён там сначала религиозным судом синедриона, а затем приговорён к распятию римским прокуратором Понтием Пилатом.
Деятельность Иисуса, его учение и его отношения с учениками находятся в контексте истории еврейских религиозных движений конца периода Второго храма. В большей части своего учения и религиозной практики Иисус был ближе к фарисеям, чем к какому-то другому течению своего времени, но в то же время разделял крайние эсхатологические чаяния, которые были распространены в некоторых кругах. Однако на более поздней стадии развития, отражённой в Новом Завете, между иудеями и христианами начал возникать разрыв. В книгах Нового Завета в разной степени выражены антииудейские тенденции и идея ответственности иудеев за муки и смерть Христа. В воскресшем Господе, в муках Мессии-Спасителя христианство видит осуществление пророчеств Второисайи о «страждущем рабе Божьем». Развитие представлений о Мессии из рода царя Давида и небесном Сыне человеческом в сочетании с собственно христианскими идеями привели к формированию божественного образа Мессии, Спасителя и Искупителя.
Развитие и распространение под влиянием апостола Павла христианства в среде язычников привело к ещё большему взаимному отчуждению обеих сторон. В христианстве религиозно-этническая концепция Израиля была универсализирована: Церковь заняла место еврейского народа, были отменены мицвот (иудейские заповеди), место которых заняла вера в личность Иисуса-Мессии, что закрепило разрыв христианства и иудаизма.
Хотя Церковь использовала различные источники, сохранение ею иудейского Священного Писания, называемого в христианстве Ветхим Заветом, как неотъемлемой части Библии, что остро обсуждалось во II веке н. э. — имело решающее значение для формирования христианского учения, которое заимствовало из иудаизма в том числе этические аспекты.
Церковь рассматривала христианство не как новую религию, но как воплощение обетований Библии (Ветхого Завета), которые выражены в завете (союзе) Бога с патриархами и пророчествах, таким образом, признавая, что в основе её лежит иудаизм. Иисус считается не просто избранным Богом спасителем, но обещанным сыном Давидовым, помазанником Божиим (машиах бен Давид). По этой причине Церковь претендует на то, чтобы быть «истинным Израилем» Бога. С точки зрения христианства, именно мессианская универсализация спасительной миссии выражает избрание Богом Авраама, в семени которого благословляются все народы. Эта миссия вначале, в течение подготовительного периода, была вручена лишь одному народу (Израилю по плоти) — до прихода Мессии — Иисуса. Согласно учению Церкви, Закон отражал Божью волю в подготовительный период, но потерял свою действенность после того, как «был исполнен во Христе», на место Закона пришло царство благодати.
Развивая идею Церкви, отцы Церкви впоследствии в значительной мере прибегали к раввинскому истолкованию Песни песней в качестве аллегории, которая отражает отношения между Богом и Израилем. Многие специфически христианские положения входят в противоречие с иудаизмом, однако они или ряд составляющих их элементов в значительной мере являются результатом преобразования исходных еврейских идей, включая идею избранности, Святого Духа (руах ха-кодеш), Мессии и искупления, которое всей общине приносит смерть мучеников. Ранее христианство стремилось подкреплять свои представления отрывками из Ветхого Завета. В течение некоторого времени полемика между иудаизмом и христианством сводилась только к истолкованию Библии. Сформировался аналог христианского мидраша — аллегорические и тропологические, иносказательные толкования библейского текста, который искал намёки на христианские положения и доктрины практически во всей Библии.
Христианское учение заменило содержание древнееврейских понятий «сын человеческий» и «помазанник», «спаситель» на новозаветные с определениями евангельского толка. Таким образом, Ветхий Завет предоставлял большое число «доказательств» истинности Нового Завета, которыми считаются многочисленные примеры употребления понятий «сын человеческий» и «спаситель» в Пятикнижии, Пророках и Писаниях, что позволяло утверждать «изначальность» евангельских образов, а отказ «окаянных» принять христианство трактовать как «смертный грех», наказанием за который и стало «отверженье жидовьстѣ». Различия в ожиданиях пришествия Спасителя у иудеев и христиан привело к противопоставлению иудейского Машиаха христианскому Мессии. Апокалиптический образ «лжепророка», который гибнет вместе со «зверем багряным», с течением времени трансформировался в образ Антихриста. Эти оппозиции определили противопоставление «бывшего» «избранного Богом» народа «истинно верующим». Выводом стал обвинительный акт против иудеев.
Христианская литургия и формы христианского богопочитания несут на себе следы иудейского происхождения и влияния. Сам принцип церковного ритуала как собрания верующих для молитвы, чтения Писания и ведения проповеди является заимствованием из синагогального богослужения. Чтение отрывков из Ветхого и Нового Заветов является христианским вариантом иудейского чтения Торы и книги Пророков в синагоге. Важная роль в христианской литургии отведена Псалмам. Ряд ранних христианских молитв (ср. «Апостольские постановления» 7:35-38; «Дидахе», главы 9-12) являются заимствованием или переработкой иудейских оригиналов. Иудейское происхождение имеют многие молитвенные формулы (такие как аминь, аллилуйя и осанна), молитвы «Отче наш», ср. Каддиш) и многие обряды, например, крещения. Важнейшее христианские таинство — евхаристия (причастие) — имеет в своей основе предание о последней трапезе Иисуса с учениками (Тайной вечере), которую Новый Завет в некоторых своих местах отождествляет с пасхальной трапезой. Причастие включает ряд традиционных иудейских элементов, таких как преломление хлеба и чаша вина. Впоследствии ранние христианские толкователи стали понимать Тайную вечерю в качестве жертвоприношения в праздник Песах, где Иисус как агнец Божий являлся истинной жертвой. Христианство после своего отделения от иудаизма и распространения в римской среде многое переняло из языческих элементов и образа мышления — произошла эллинизация Евангелия, однако многое из того, что ранее рассматривалось как чисто эллинистическое, в действительности оказалось заимствованным из некоторых форм иудаизма того времени. Кумранские рукописи, а также апокрифические и псевдоэпиграфические источники, свидетельствуют, что в данный период действовало значительно большее число разнообразных еврейских религиозных течений, чем считалось ранее, а элементы раннего христианского учения, явно выходящие за пределы норм фарисейского иудаизма, могли восходить к различным формам сектантского иудаизма, а не только непосредственно к эллинизму. Для христианства его сходство с иудаизмом служило в качестве доказательства воплощения в христианской религии всего истинного в Ветхом Завете, тогда как иудеи сохранили «пустую скорлупу», выродившуюся и испорченную форму ранее истинной религии.
С распространением христианства среди язычников в нём усилились нееврейские влияния, и после императора Константина и принятия христианства в качестве официальной религии в Римской империи в IV веке традиционные эллинистические гражданские, общественные и культурные антиеврейские представления соединились с собственно христианскими богословскими мотивами.
В Средневековье и Новое время интеллектуальный контакт между иудаизмом и христианством, и, таким образом, между иудаизмом и западной культурой, продолжался. Святой Иероним в V веке перевёл еврейскую Библию на латынь (Вульгата) с помощью еврейских учёных; экзегетическая работа учёных монастыря Святого Виктора в XII веке во многом опиралась на еврейских учёных; библейский комментарий Раши был важным источником для Мартина Лютера. Еврейские мыслители способствовали распространению интеллектуальных достижений исламского мира в христианской Европе и внесли в них собственный вклад. Еврейские мыслители, такие как Маймонид, Ибн Габирол, а в новое время особенно Мартин Бубер, оказывали влияние на христианских богословов и толкователей Библии.
В процессе распространения христианства Церковь целенаправленно приспосабливала языческие практики, наполняя их новым и, с её точки зрения, истинным содержанием. Первый этап адаптации приходится уже на первые века истории христианства, когда церковь заимствовала ряд античных языческих культурных элементов. В дальнейшем при христианизации различных стран и народов данная практика изменялась и при необходимости периодически возобновлялась. Элементы, заимствованные в ранний период, стали частью общехристианской традиции (даты и семантика некоторых праздников, ряд обычаев, ритуалов и культов). Заимствования, осуществлявшиеся в процессе дальнейшей христианизации, пополнили местные христианские традиции.
Христианские храмы часто возводились на месте языческих святилищ. В начале христианской истории языческие храмы обычно предварительно разрушались. С V века начинается процесс превращения их в христианские церкви. В ряде случаев прослеживается прямая связь между христианским и языческим посвящением храма.
Праздник Богоявления (τα επιφανια, Эпифания), вероятно, заменил языческий праздник с тем же названием, который был посвящён рождению и прибавлению света. На христианском Востоке этот праздник может называться τα φωτα 'светы'. Оба основных христианских праздника, Рождество Христово и Пасха, связаны с солярно-лунарной символикой: Рождество связано с рождением солнца (день зимнего солнцестояния), Пасха соотносится как с солнечным, так и с лунным циклом (весенним равноденствием и полнолунием). Календарному соотнесению рождения Христа с рождением солнца отчасти могло способствовать Его Воскресение в первый день недели, в день, который у язычников был посвящён солнцу, что нашло отражение в названии воскресного дня в ряде языков (ср. лат. dies solis, греч. ημέρηλίου, англ. Sunday, нем. Sonntag), а также в день, в который был сотворен мир и свет был отделён от тьмы. Иустин Философ (ок. 100—165) писал императору Антонину Пию (Первая апология, § 67): «В день солнца мы собираемся вместе, потому что это есть первый день, в который Бог, изменивший мрак и вещество, сотворил мир, и Иисус Христос, спаситель наш, в тот же день воскрес из мёртвых». Зимнее солнцестояние (VIII день до январских календ) было соотнесено с Рождеством Христовым, в то время как летнее солнцестояние (VIII день до июльских календ) — с Рождеством Иоанна Предтечи (24 июня (7 июля)), что, согласно Августину, соответствует буквальному смыслу слов Иоанна Крестителя: «Оному подобает расти, мне же малитися» (уменьшаться) (Ин. 3:30).
Праздник Усекновения главы Иоанна Предтечи 29 августа (11 сентября), вероятно, был установлен Александрийской церковью в противовес празднованию александрийского Нового года; праздники Рождества Богородицы 8 (21) сентября и Зачатия Богородицы 12 января — в Азии в противовес Олимпийским играм; праздник Преображения Господня 6 (19) августа — в Армении в противовес языческому Празднику роз; день архангела Михаила 8 (21) ноября — александрийского происхождения и заменил собой древнейший праздник Крещения Господня, установленный египетской церковью в противовес крокиям и торжествам в честь Усири; праздник Успения Богородицы связан с языческим праздником Деметры в Афинах; и др.
Языческое влияние заметно в обычае носить нательный крест, заменивший языческие наузы, культовой роли яиц, почитании сакральных изображений и др.
Б. А. Успенский определяет традицию усвоения дохристианских образов, их переосмысления и наполнения христианским содержанием как «воцерковление язычества».

## История

### Раннее христианство

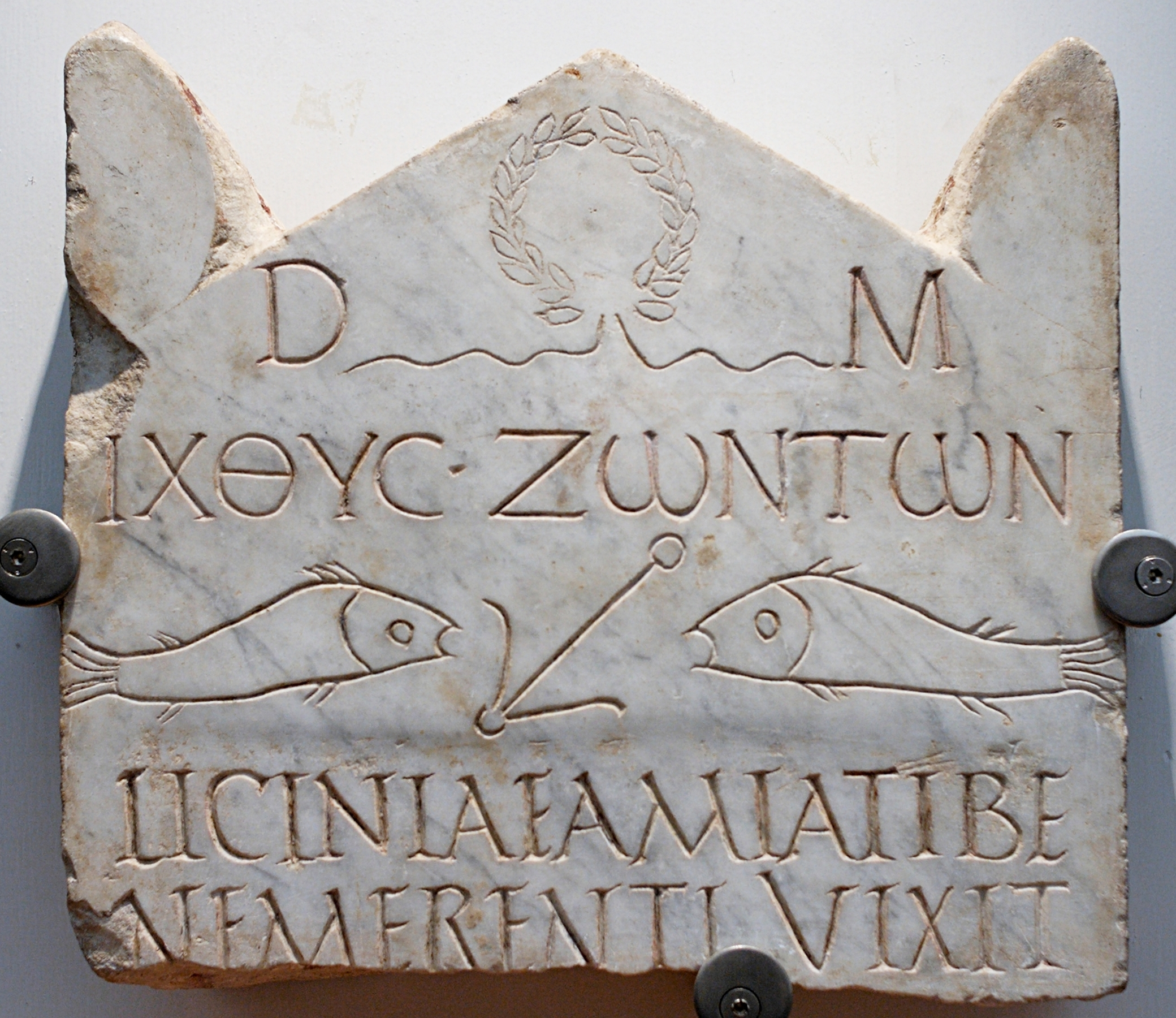
Погребальная стела Лицинии Амиас на мраморе (Национальный музей Рима). Одна из самых ранних найденных христианских надписей, из римского некрополя Ватикана начала III века. Содержит текст ΙΧΘΥϹ ΖΩΝΤΩΝ («рыба живых»), предшественник акронима Ихтис

Римские историки практически не описывают события периода зарождения христианства, поскольку на данном этапе эти события не влияли на жизнь империи. Христиане начинают упоминаться в исторических документах конца I — начала II веков.
Согласно традиционной позиции, христианство основано в I веке Иисусом Христом. Существует также мнение, что называть раннее христианство «отдельной религиозной традицией» некорректно, поскольку до середины II века движение последователей Иисуса считалось одним из направлений иудаизма.
В I веке христианство развивалось в русле библейских пророчеств Библии о приходе Мессии. Первоначально свою проповедь Иисус и апостолы вели в Иудее и соседних с ней областях, адресовуя её иудеям, однако затем проповедь обратилась ко всем народам. После Воскресения Христа (около 33 года по традиционной христианской хронологии) появилась община верующих — Церковь. Павел и другие апостолы вели проповедь Евангелия среди греко-римского населения Сирии (в столице которой, Антиохии, появился сам термин «христианин»), Малой Азии, Греции и Риме. Иерусалимский собор, прошедший около 50 года, освобождает христиан из неевреев от соблюдения иудейских норм. Вначале тесно связанное с иудейской диаспорой раннее христианство, особенно после разрушения Второго Иерусалимского храма (70), отделяется от иудаизма, сохраняя, однако, Ветхий Завет в качестве части своего Священного Писания.
Часто подлинным основателем христианства считают апостола Павла ввиду его исключительной роли в отделении христианства от иудаизма. Его идея обращения с проповедью к язычникам стала основой становления христианства как мировой религии. Павел не только засвидетельствовал представления ранней Церкви, но и истолковал их, чем заложил основы христианского богословия. Павлу принадлежит важнейшая роль в формировании христианской догматики: относя к Иисусу Христу те библейские стихи, в которых говорится о Боге, он способствовал признанию Иисуса Богом; акцентировал спасение верующих через смерть Христа и его воскресение. Согласно исследованиям, идеи о вере в Иисуса как сына Божиего, который восстал из мёртвых и своей смертью искупил грехи верующих, не принадлежали исключительно Павлу: их содержат также Евангелия, Послания Иоанна, Послание к Евреям. Предположительно, они появились на той же идейной и социальной почве, что и взгляды Павла, что может подтверждать содержание свитков Мёртвого моря. В Посланиях Павла, Послании к Евреям и известной теологии Иоанна Крестителя заметно влияние тех же мотивов, что и в рукописях Мёртвого моря.
В Римской империи не позднее конца I века на последователей христианского учения был наложен законодательный запрет, в условиях которого христианство продолжило, однако, распространяться в I — начале IV веках на территории. За отказ от участия в римских официальных религиозных культах христиан обвиняли в «безбожии» и оскорблении римского государства. Их собрания были закрытыми, что порождало слухи о крайней аморальности этого учения. Этот период отмечен гонениями на христиан, крупнейшие из которых были в правление императоров Валериана (253—260), Диоклетиана и Галерия (293—311). Однако массовые казни христиан за убеждения вызывали сочувствие, а мужественное поведение мучеников — уважение к новому учению. Дни памяти жертв этих гонений положили начало христианской традиции почитания святых. В этот период формируется христианское богослужение, три степени христианского священства (диакон, пресвитер, епископ) и церковная организация в разных регионах распространения христианства. Создаётся христианская литература, в которой раннехристианскими апологетами опровергаются обвинения, выдвигаемые против христианства; в полемике против гностицизма и других течений, рассматриваемых господствующим христианством как ереси, развивается догматика.

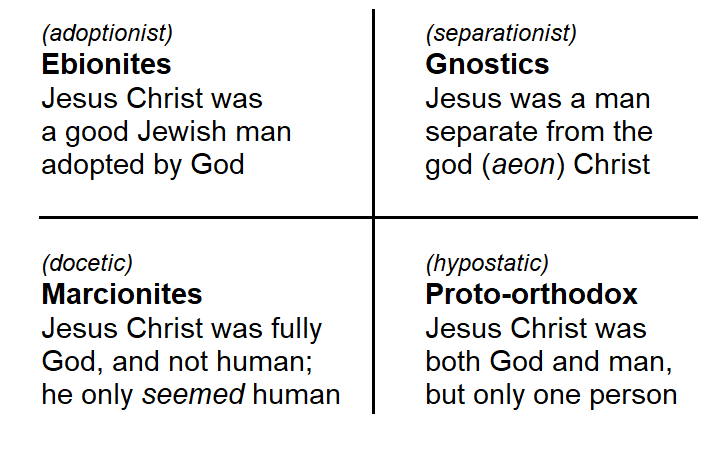
Схема четырёх ранних христианских групп, предложенная Бартом Эрманом

С развитием доктрины сущность ортодоксии и её соотношение с различными мнениями стало предметом постоянной богословской дискуссии. Поскольку большинство христиан сегодня согласны с учением Никейского символа веры, современные христианские богословы склонны считать, что споры в ранней церкви отражали конфликт единой ортодоксальной позиции (см. также протоортодоксия и палеоортодоксия) с еретическим меньшинством. Другие учёные, указывая на различия между иудеохристианами, паулианами и другими группами, такими как гностики и маркиониты, утверждают, что раннее христианство было фрагментарно, с одновременно существовавшими конкурирующими ортодоксиями. С этой точки зрения христианство критиковал Цельс, а позднее применительно к альтернативным учениям об этом писал Ириней. В XVII веке идею о том, что множественность мнений указывает на ошибочность всех их, использовал Боссюэ, полемизируя с протестантами. Отвергая критику Цельса, апологет III века Ориген пишет, что везде, «где только появляется в жизни что-нибудь общеполезное и деятельное, там всегда образуются различные партии». В качестве примера он приводит врачебное искусство, в котором могут существовать разные подходы. Поскольку предмет философии охватывает обширную область знания, она распадается на целый ряд отдельных школ (др.-греч. αἵρεσις), пользующихся разной популярностью. Аналогичную ситуацию, указывает Ориген, можно наблюдать в иудаизме. В подтверждение своих взглядов Ориген ссылается на апостола Павла: «Ибо надлежит быть и разномыслиям между вами, дабы открылись между вами искусные» (1Кор. 11:19). При этом Ориген отвергает крайние по своим взглядам секты, такие как отрицающие Иисуса секты офитов и каинитов. Аналогичное по смыслу высказывание можно найти в более ранних «Строматах» Климента Александрийского. В середине II века три неортодоксальные группы христиан придерживались учений, которые разделили христианские общины в Риме: последователи Маркиона, Монтана и гностического учения Валентина. Ранние попытки борьбы с этими течениями демонстрируют трактаты Тертуллиана «Об отводе возражений еретиков» и Иринея «Против ересей» (около 180 года). Письма Игнатия Богоносца и Поликарпа Смирнского к различным церквям предостерегали от лжеучителей. Принимавшееся многими христианами во II веке как часть Священного Писания Послание Варнавы предупреждало об опасности смешения иудаизма с христианством. В конце II века Тертуллиан выдвинул теорию «христианского закона» (лат. lex christiana), обладание которым отличало кафолических христиан от еретиков. Только кафолики могли называться христианами и толковать Священное Писание, и только кафолическая церковь находилась в общении с церковью апостолов.
Единообразие вероучительных формулировок и ритуалов было с самого начала проблемой христианства. Три столетия между смертью Христа и Первым Никейским собором в 325 году эта религия была преимущественно незаконным, подпольным движением, распространяемым в городских центрах Римской империи, распространяемым купцами и путешественниками. Процесс становления ортодоксального христианства начался одновременно с появлением различных толкований учения Христа вскоре после его распятия. Многократно в своих посланиях Павел защищал своё право именоваться апостолом, призывая христиан остерегаться лжеучителей или чего-либо противоречащего тому, что было передано им через него. Послания Иоанна и Иуды также предупреждают о ложных учителях и пророках (например, 1Ин. 4:1), равно как и Откровение Иоанна Богослова и апостол Пётр (2Петр. 2:1—3). В связи с этим в первые века христианства поместные церкви сделали объявление своей веры, находящейся в согласии с христианским учением, обязательным условием крещения. Это требование гарантировало, что новообращённые не принадлежали к учениям, которые противоречат общепризнанным взглядам христианства, таким как гностицизм и другие движения, которые позже стали считаться еретическими. Эти формулировки веры стали основой для вселенский вероучений, таких как Апостольский и Никейский символы веры. Указ Феодосия II 435 года предусматривал суровое наказание для тех, кто имел или распространял сочинения Нестория. Те, кто хранил труды Ария, приговаривались к смертной казни.
Возникновение современного критического взгляда на классическую теорию соотношения ортодоксии и ереси связывают с работами немецкого библеиста XVIII века Германа Реймаруса. Дальнейшее развитие критический подход получил в трудах учёных тюбингенской школы, основоположником которой был Фердинанд Баур. Согласно Бауру, в самые первые годы существования христианства существовал конфликт между христианами еврейского и нееврейского происхождения, руководимыми, соответственно, апостолами Петром и Павлом. Применительно к проблематике развития христианского учения, роли ортодоксии и отношения между ранней христианской церковью и современными ей еретическими учениями важное значение имела работа Вальтера Бауэра «Ортодоксия и ересь в раннем христианстве» (Rechtgläubigkeit und Ketzerei im ältesten Christentum, 1934). Бауэр выдвинул теорию, согласно которой в первые века христианства ортодоксия не находилась в главенствующем положении по отношению к ереси, но в каких-то регионах то, что позднее было названо ересью, воспринималось как выражение истинного христианства. По его мнению, развитие от неверия (Unglaube) к ложной вере (Irrglaube) неизбежно проходит через ортодоксию (Rechtglaube).
Теория Бауэра развивалась такими учёными, как Рудольф Бультман, Арнольд Эрхард, Хельмут Кестер, подвергнувших пересмотру в соответствии с концепцией Бауэра историю раннего христианства. В 1980—2010-х годах Элейн Пейджелс и Барт Эрман популяризовали идею анахроничности догматической ортодоксии для современных христиан. Указывая на различия между иудеохристианами, теми христианами, которые частично сохраняли верность языческим традициям, гностиками и прочими группами, они рассматривали христианство как фрагментированное учение с конкурирующими ортодоксиями. На примере сопоставления «победившей» версии ортодоксии с её основными конкурентами во II веке, эбионитами и маркионитами, Б. Эрман показывает относительность современной христианской догмы. Хотя отдельные положения теории Бауэра были позднее опровергнуты, его интуитивные выводы были широко восприняты и в целом подтверждены. Первый детальный ответ Бауэру был высказан в книге The Pattern of Christian Truth: A Study in the Relations between Orthodoxy and Heresy in the Early Church (1954) англиканского богослова Г. Тёрнера. Признавая восходящий к ранним апологетам взгляд на статичность ортодоксальной нормы слишком упрощённым, Тёрнер полагает представления современных исследователей о неоднородности ранней ортодоксии преувеличенными. Вместо этого он предложил комбинированный поход с выделением некоторых фундаментальных представлений, общих для всех христиан. В дальнейшем существование преемственности в раннехристианской ортодоксии отстаивали многочисленные исследователи. Из работ последнего времени следует отметить книги американских богословов Дэррелла Бока (2006) и Андреаса Кёстенбергера (2010). Редакторы авторитетной «Кембриджской истории христианства» (2008) Маргарет Митчел и Френсес Янг отметили, что, хотя основной тезис Бауэра был опровергнут, благодаря ему внимание исследователей было обращено на региональные вариации раннего христианства.
В качестве государственной религии христианство впервые было принято в Великой Армении около 300 года.
При императоре Константине I, начиная с эдикта 313 года о свободе вероисповедания (см. Миланский эдикт), христианство стало обретать статус государственной религии и в Римской империи, окончательно утвердившись в данном статусе в Византии в конце IV века.
Основателями Армянской церкви считаются апостолы Иисуса Христа Фаддей и Варфоломей, проповедавшие христианство в Армении в I веке.
В начале IV века (традиционная дата — 301 год) Великая Армения стала первой страной, принявшей христианство в качестве государственной религии, что связано с именами святого Григория Просветителя и армянского царя Тиридата III Великого.
Политика гонений на христиан императора Диоклетиана заставляет общину девичьего аскетерия бежать из Рима в Армению. Однако святые девы были замучены армянским царём Тиридатом III (тогда ещё язычником). Но впоследствии эти события способствовали обращению его царства в христианство через проповедь святого Григория Просветителя, крестившего Армению в 301 году и ставшего первым епископом царства. Таким образом, Армения стала первым в истории христианским государством.
Грузинская христианская церковь основана, по преданию, в I веке апостолом Андреем Первозванным. В 324 году трудами святой равноапостольной Нины христианство стало государственной религией Грузии. Церковная организация находилась в пределах Антиохийской церкви. Грузинская церковь считается одной из древнейших христианских церквей в мире.

### Эпоха Вселенских соборов

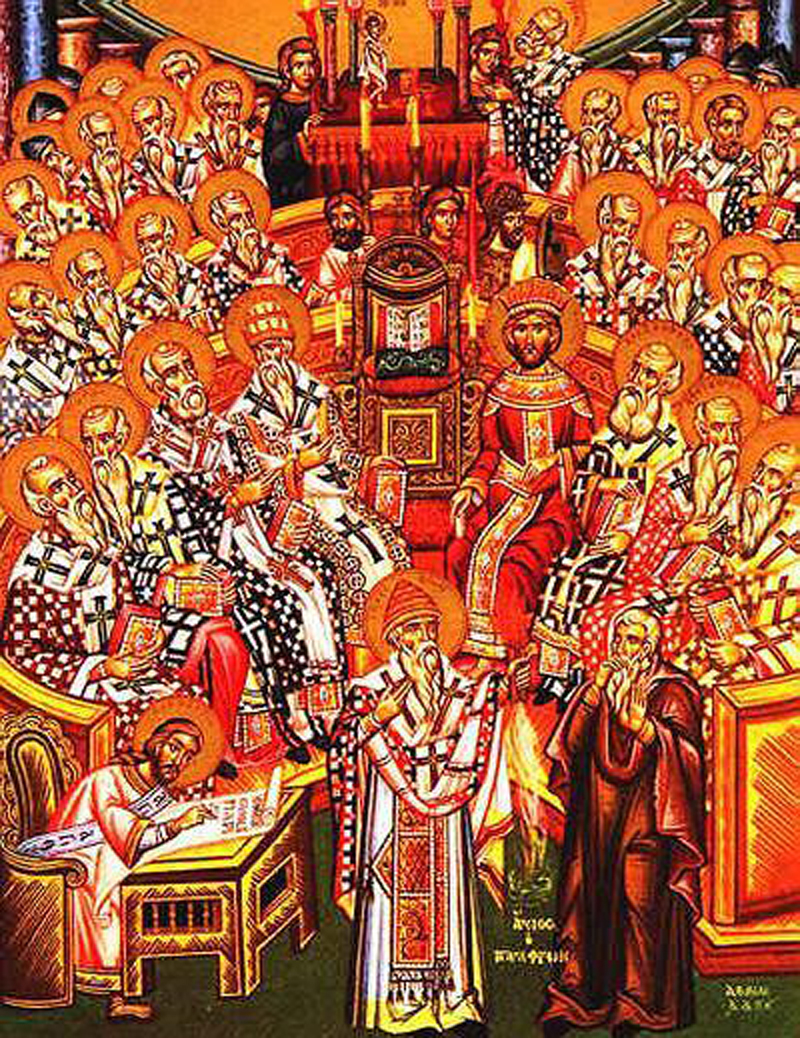
Дионисий Фурноаграфиот, греческий иконописец XVIII века, в своей «Ерминии» даёт подробное описание иконографии Первого Никейского собора:
«Среди храмины под осенением Святого Духа сидят: царь Константин на престоле, по обе стороны его святители в архиерейском облачении — Александр, Патриарх Александрийский, Евстафий Антиохийский; Макарий Иерусалимский, святитель Пафнутий Исповедник, святитель Иаков Низибийский, святитель Павел Неокесарийский и другие святители. Перед ними стоит изумлённый философ и святитель Спиридон Тримифунтский, одну руку простёрший к нему, а другой сжимающий черепицу, из которой выходят огонь и вода, и первый стремится вверх, а вторая по перстам святого стекает на пол. Тут же стоит Арий в священническом облачении и перед ним святитель Николай, грозный и встревоженный. Единомышленники Ария сидят ниже всех. В стороне сидит святитель Афанасий диакон, молодой, безбородый, и пишет: Верую во Единого Бога Отца, вседержителя до слов: и в Духа Святого»

IV—IX века в истории христианства считаются эпохой Вселенских соборов, которая начинается с появления интереса к христианству у императора Константина Великого (312) и издания Миланского эдикта в 313 году. Последний снял с христианства все наложенные ранее ограничения. В новых условиях правовой свободы и покровительства со стороны римских императоров христианство становится основной, а с конца IV века единственной официальной религией в Римской империи. Разворачивается возведение храмов, получает развитие паломничество и почитание христианскиих реликвий и мощей. В основе христианства лежит разграничение мирского и духовного начал, что в данный период приводит к формированию системы симфонии властей, в рамках которой государство и церковь действуют в качестве независимых богоустановленных институций, обеспечивающих материальное и духовное благополучие социума. Общецерковные нормы, вероучительные (догматы) и дисциплинарные (каноны), устанавливают соборы епископов. Однако поддержание их возложили на власть импрератора, в особых случаях инициирующую общеимперские Вселенские соборы. Первый из них прошёл в 325 году, последний, Седьмой, — в 787 году и был окончательно утверждён в 843 году.
В процессе дискуссий по вопросам триадологии — учения о Святой Троице, и христологии — учении об Иисусе Христе, выделился ряд авторитетных писателей — отцов Церкви, мнения которых стали определяющими для христианского богословия. Те учения, которые были отвергнуты церковной традицией, осуждены в качестве еретических, их лидеры и адепты подверглись анафеме и ссылкам. Формирования чёткого разделения ортодоксии и ереси нередко вызывало отпадения от официального («кафолического», «православного») христианства различных оппозиционных течений. Одно из христианских учений, арианство в IV—VII веках получило распространение среди германских народов — его исповедовалои готы, вандалы, лангобарды. В V—VII веках несторианство смогло постепенно закрепиться в сироязычной церкви Востока в Иране. В V—VI веках монофизитство исповедовали западные сирийцы, копты, армяне и эфиопы.
На соборний, или святоотеческий период приходится зарождение и бурное развитие монашества. Также это период формирования церковно-административного устройства и системы пяти патриархатов. Продолжалась миссионерская деятельность. Христианство получило распространение среди «варварских» западноевропейских народов Западной Европы — в Ирландии, Англии, Германии, укореняется в таких странах, как Аксум (IV век), Нубия (VI век), Грузия и Кавказская Албания (IV век), достигает Индии и Китая. К началу VII века христианство, несмотря на наличие внутренних разделений, станоится доминирующей среди мировых религий. Однако эта ситуация резко изменилась с появлением ислама.

### Средние века

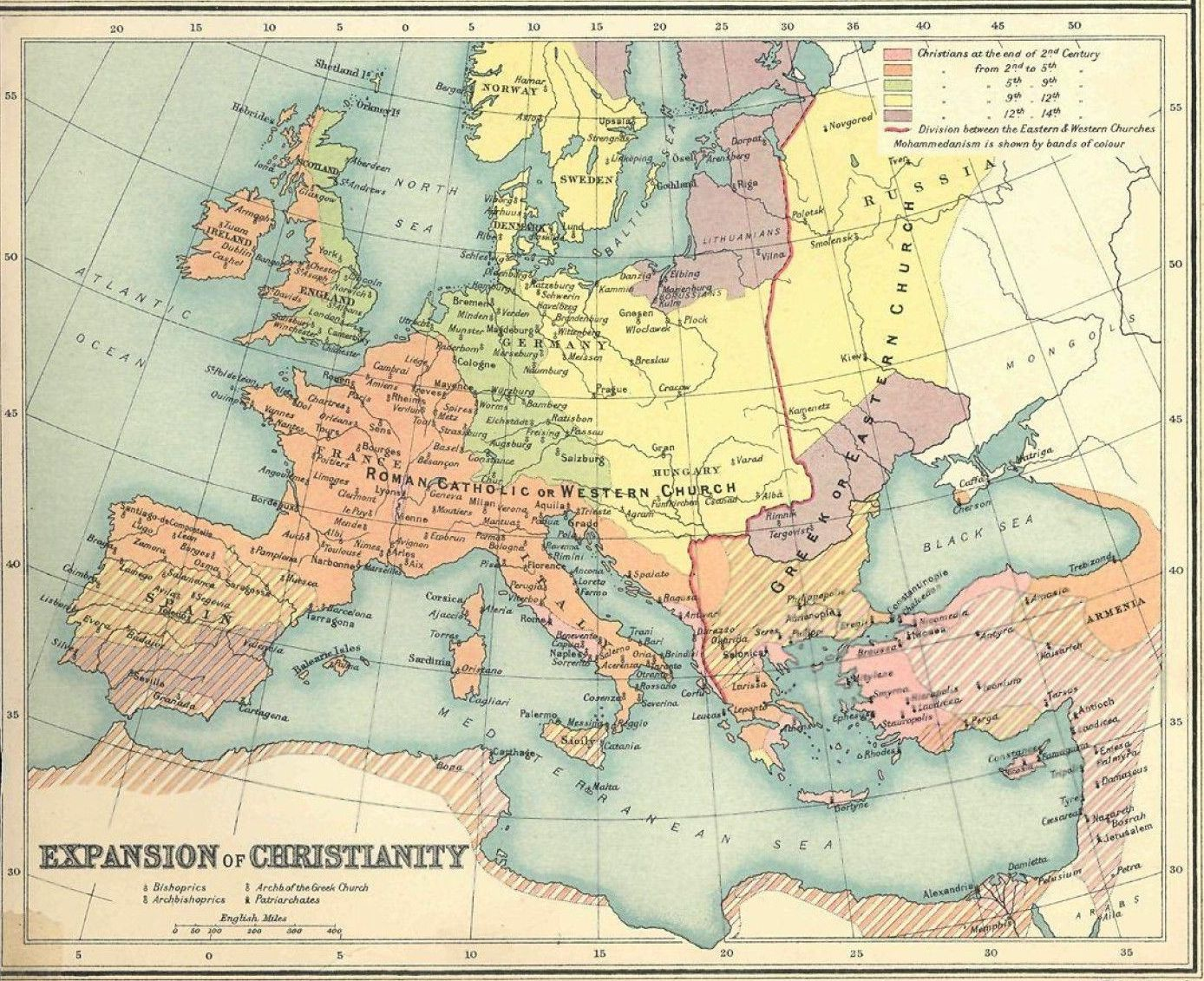
Раскол христианской церкви (1054)

В IX–XV веках шёл неослабевающий натиском со стороны мусульманского мира и росло отчуждение между христианскими направлениями Западной и Восточной Европы. Арабские завоевания VII–VIII веков уменьшили территорию Восточной Римской империи (Византии), когда земли Ближнего Востока, Северной Африки и Испании попали под власть Халифата. Законы шариата определили христианство в качестве богооткровенной религии, но «испорченной» христианами, обязанными покориться мусульманам, на предписанных условиях получая защиту.
В Западной Европе в условиях деградации политических институтов происходит усиление папства, претендующего на политическую власть. На этом фоне происходит церковный разрыв между Римом и Константинополем в 1054 году, который усугублют конфликты между Византии и участников крестовых походов. Четвёртый крестовый поход окончился разграблением Константинополя 1204 году. Предпринимались попытки заключения церковной унии — Лионская уния 1274 года, Флорентийская уния 1439 года, которые не привели к разрешению догматических, обрядовых и иных противоречий, в частичности по таким вопросам, как филиокве, целибат, чистилище. Европейское христианство было разделилено на латинское (католическое) и греческое (православное) направления. В сфере влияния последнего оказались страны Восточной Европы (исключая Польшу, Чехию, Венгрию и Хорватию), а также Русь.
К XV веку большая часть православных государств, включая Византию (1453), оказалась под властью Османской империи, в результате чеоо роль лидера православного мира переходит к Русскому государству. Создаётся учение «Москва – третий Рим». В эпоху Возрождения в Европе получили распространение идеи гуманизма, восходившие к языческой Античности и во многих аспектах чуждые христианству.

### Новое и Новейшее время

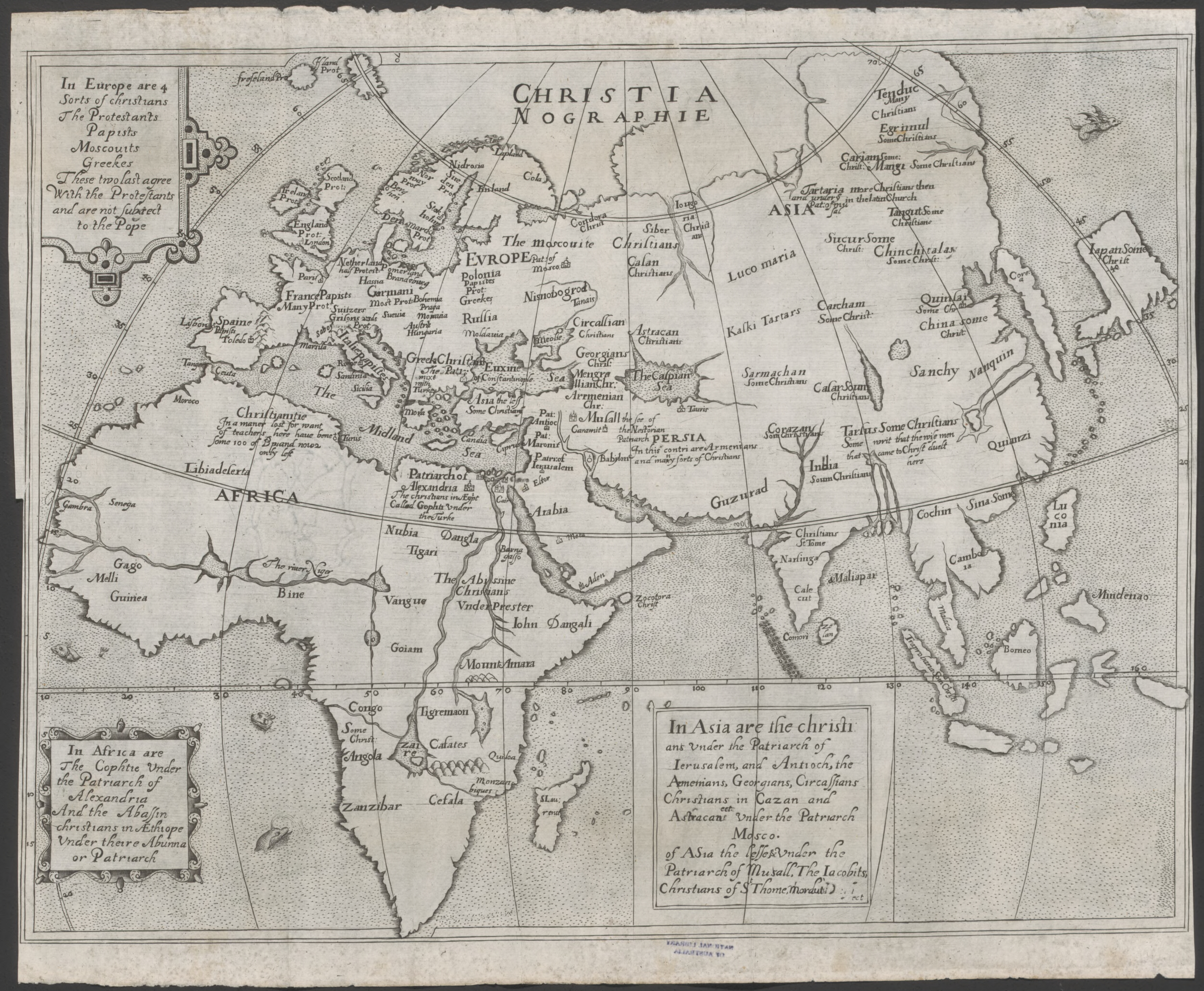
Христианография — карта распространения христианских конфессий, составленная Эфраимом Пейджитом в 1635 году

После Великих географических открытий (XV—XVII века) христианство распространилось в Америке, Океании, тропической Африке и остальном мире посредством миссионерской деятельности и европейского колониализма, особенно в период нового империализма.
Период XVI–XIX веков характеризует глубокий кризис западного христианства. Нецерковные религиозные движения, которые ранее подавлялись при помощи инквизиции, выходят из-под контроля церковных структур и получают поддержку у национальных элит. В результате Реформации от Римско-католической церкви отделяется протестантизм различных направлений, включая лютеранство, кальвинизм, Англиканскую церковь, анабаптистов. После Контрреформации и религиозных войн Европа оказалась разделена на католические и протестантские регионы. Этот раскол был перенесён также на колониальные страны, в первую очередь на Южную и Северную Америку, в которых христианство стало доминирующей религией. Секуляризация и идеи Просвещения стали факторами, способствовавшим дальнейшему ослаблению традиционных христианских религиозных институтов. Сформировались идейные течения, которые открыто порывали с христианством. Дехристианизация во Франции 1790-е годы стала причиной расправ над священнослужителями и разрушения культовых зданий.
Богословы, епископы и проповедники призывали христианское сообщество быть сострадательным подобно Христу. Они также развили идею отождествления Христа с бедными и призывали исполнять христианский долг по отношению к бедным. Религиозные общины и отдельные харизматические лидеры способствовали развитию учреждений социальной помощи, включая больницы, хосписы для паломников, детские дома, приюты для матерей-одиночек, служащие бедным и обществу в целом, — которые заложили основу для современной сети больниц, детских домов и школ.
Период XX–XXI веков характеризуется как время прогрессирующей дехристианизации. В России с 1917 года этот процесс принял радикальный характер, его сопровождали массовые гонения против христианства и других религий и активная пропаганда атеизма. Однако именно в России в конце XX веке растёт влияние христианской религии в общественной и культурной жизни. Попытками дать системный ответ на новые вызовы и преодолеть разобщение христианского мира стали экуменизм и учреждение Всемирного совета церквей в 1961 году, реформаторское движение в рамках католицизма, идея Всеправославного собора в православии, а также межконфессиональные диалоги.

## Христианские конфессии
Христианство представлено большим числом (более 20 тысяч) различных конфессий и течений, каждое из которых претендует на статус истинной Христианской церкви.
В настоящее время в христианстве существуют следующие пять основных направлений:
- Католицизм
- Православие
- Древневосточные православные церкви (Миафизитство)
- Ассирийская церковь Востока (несторианство)
- Протестантизм

### Католицизм
- Католическая церковь
  - Римско-католическая церковь
  - Восточнокатолические церкви
- Старокатолицизм
- Католики-традиционалисты

### Православие
- Православная церковь (Вселенское православие)
  - Автокефальные православные церкви
- Православные церкви вне общения со Вселенским православием
  - Старообрядчество
    - Поповство
    - Беспоповство

  - Истинно-православная церковь
    - Старостильные церкви

  - Македонская православная церковь
  - Белорусская автокефальная православная церковь

### Древневосточные церкви

#### Древневосточные православные церкви
Церкви, не принявшие исповедание веры, утверждённое на Халкидонском соборе 451 года (IV Вселенском), называются сегодня Древневосточными (ориентальными) православными или нехалкидонскими церквями. Они не имеют евхаристического общения с православными Церквями византийской традиции и Ассирийскими церквями.
- Армянская апостольская церковь[73]
- Коптская православная церковь[74]
- Эфиопская православная церковь
- Эритрейская православная церковь
- Сиро-яковитская православная церковь
- Маланкарская православная церковь

#### Ассирийские церкви
К этой группе относятся церкви, не принявших решения Эфесского собора 431 года (III Вселенского).
- Ассирийская Церковь Востока
- Древняя Ассирийская церковь Востока

### Протестантизм

#### Основные конфессии (более 10 млн членов)
- Адвентизм
- Англиканство
- Баптизм
- Кальвинизм
  - Реформатство
  - Пресвитерианство
- Лютеранство
- Методизм
- Пятидесятничество
  - Пятидесятнические деноминации

#### Другие конфессии
- Квакеры
- Меннонитство
- Ресторационизм
- Унитарианство

#### Течения в протестантизме
- Евангельские христиане
- Харизматические течения

## Взаимоотношения с другими религиями
Согласно христианству, нецерковные и нехристианские мировоззренческие системы (ереси, нехристианские верования или другие религиозные и мировоззренческие практики и представления), трактуют о Боге «с той или иной степенью неадекватности».

### Христианство и иудаизм
Христианство исторически возникло в религиозном контексте иудаизма. Сам Иисус (ивр. יֵשׁוּעַ‎) и его непосредственные последователи (апостолы) были по рождению и воспитанию иудеями; многие евреи воспринимали их в качестве одной из многочисленных иудейских сект. Так, согласно 24-й главе Книги Деяний, на суде над апостолом Павлом сам Павел декларирует себя как фарисея, и при этом он именуется от лица первосвященника и иудейских старейшин «представителем Назорейской ереси» (Деян. 24:5). С течением времени иудеохристиане были отнесены к категории сектантов, которые отвергнуты и отлучены еврейской общиной как еретики (миним). Отвержение еретиков, которое провозглашается в ежедневной молитве Амида, исключило участие иудеохристиан в синагогальном богослужении, что завершило их отделение от иудеев.
Христианский антисемитизм (христианский антииудаизм) рассматривается многими учёными как начало антисемитизма в качестве полноценного социального явления. Он опирается преимущественно на выраженную уже в Новом Завете идею коллективной ответственности евреев за распятие Иисуса, а также на характеристику евреев как презренных и вечных врагов Христа и, следовательно, всех честных христиан. Благодаря религиозному авторитету Нового Завета идея этой ответственности стала первоисточником позднейшей христианской клеветы на иудаизм и богословского антисемитизма. В рамках христианской традиции создавалась специальная литература Adversus Judaeos — против иудеев: выпускались полемические прокламации и памфлеты, доказывающие ошибочность иудаизма и обвиняющие евреев в различных преступлениях. В создании этой литературы принимали участие известнейшие представители христианской церкви как на Востоке, так и на Западе христианского мира. Принципы, заложенные в этой антиеврейской христианской литературе, нашли отражение в политической жизни и повлияли на отношение римских властей к еврейским общинам и на имперское законодательство, касающееся евреев. На протяжении истории христианства евреи подвергались преследованиям и унижениям. История евреев в христианском мире включает чередование периодов сравнительной терпимости, более или менее жёстких притеснений, законодательных ограничений, изгнаний, погромов и массовых убийств. Ситуация с притеснением евреев менялась в зависимости от времени, места, экономических и иных обстоятельств. Так, законодательные ограничения могли игнорироваться или смягчаться отдельными правителями, которые предоставляли евреям специальные привилегии. Христианский антисемитизм оказал глубокое влияние на последующие разновидности антисемитизма вплоть до современных.
Иудеи настаивали на исключительном праве на Библию и её верное истолкование и часто считали, что её христианское истолкование является ересью, фальсификацией и идолопоклонством. Христианство в целом иудеи также часто рассматривали как идолопоклонство, в особенности после того, как оно перестало быть иудейской сектой, стало господствующей религией и приняло свою средневековую форму, которая предполагает том числе использование в культовых целях изображений. Этот взгляд усиливался тем, что в течение многих веков на еврейскую философию влияла главным образом исламская мысль, в рамках которой, как и в иудаизме, понятие о Боге, в отличие от христианского, является строго монотеистическим. В авторитетной раввинистической литературе нет единого мнения, считать ли христианство с его тринитарной и христологической догматикой, разработанной в IV веке, идолопоклонством (язычеством) или же приемлемой (для неевреев) формой монотеизма, известной в Тосефте как шитуф — термин подразумевает поклонение истинному Богу вместе с «дополнительными». Раввинскими авторитетами обсуждался вопрос, должны ли законы и запреты, касающиеся торговли и отношений с идолопоклонниками, распространяться также на христиан. Для иудеев христианский мир представлялся воплощением Рима, символами которого являлись Эдом или Исав, злой силы этого мира, стремящейся к уничтожению Иакова-Израиля — олицетворения народа Израиля. Последний спасается лишь благодаря обетованию и милосердию Божьему. Некоторые иудейские еврейские мыслители, например, Иехуда ха-Леви и Маймонид, высказывали предположение, что христианство, которое признаёт божественное происхождение Библии и является менее политеистическим, чем обычное и «примитивное» язычество, служит орудием Провидения, задача которого состоит в постепенном приближении неевреев к истинной религии — иудаизму.
Несмотря на враждебность и недоверие, иудаизм и христианство всегда проявляли некоторый интерес друг к другу. Еврейские мыслители, такие как Маймонид, Ибн Габирол, а в новое время особенно Мартин Бубер, оказывали влияние на христианских богословов и толкователей Библии. Христианство также влияло на еврейских мыслителей не только напрямую, но и опосредованно — посредством «культурного осмоса». Так, И. Бер пытался показать специфическое влияние христианства на ряд аспектов религиозной мысли, включая понимание книги Зоар, и религиозной практики Хасидей Ашкеназ. Оценка христианства в раввинистической традиции повлияла также на сферу Галахи. Требования последней, в свою очередь, оказывали влияние на теоретический подход раввинских авторитетов. Христианские изыскания в области библеистики (библейская критика) оказывали воздействие на современные еврейские исследования в библейской области, однако христианские исследования до настоящего времени в некоторой мере демонстрируют традиционные антиеврейские представления, о которых Ш. Шехтер писал: «Высшая критика — это высший антисемитизм». Литургические нововведения реформистского иудаизма проводились под влиянием протестантизма.

## Численность
По состоянию на 2015 год число приверженцев христианства во всём мире — около 2,4 млрд, в том числе:
- в Европе — по различным оценкам, от 400 до 550 млн[80],
- в Латинской Америке — около 543 млн,
- в Северной Америке — 231 млн:
  - США — 160—225 млн[81],
  - Канада — 25 млн[82],
- в Азии — около 350 млн,
- в Африке — 475 млн,
- в Австралии и Океании — 24 млн.

Приблизительное число приверженцев различных христианских конфессий:

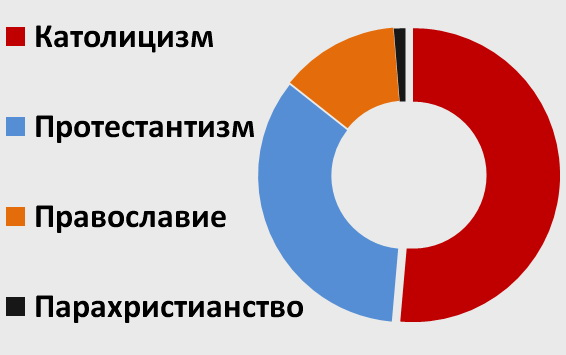
Основные направления христианства

- католиков — около 1,2 млрд, в том числе:
  - около 17 млн католиков восточных обрядов[83].
- протестантов — по данным Британники около 420 млн[84] (эксперты Британники не включают в протестантизм англикан (86 млн) и независимые церкви (371 млн)), по данным Исследовательского центра Пью, включающего в протестантизм англикан и так называемые «независимые церкви», — около 800 млн[85], в том числе:
  - 279 млн пятидесятников[86];
  - около 88 млн англикан[87];
  - около 75 млн пресвитериан и близких к ним течений;
  - 70 млн методистов;
  - 70 млн баптистов;
  - 64 млн лютеран;
  - 16 млн адвентистов седьмого дня[88].
- православных — около 300 млн[89][90].
- приверженцев Древневосточных церквей («нехалкидонские» церкви и Ассирийская церковь Востока) — около 70—80 млн, в том числе:
  - последователей Армянской апостольской церкви — около 9 млн[91].

На Западе христианство остаётся доминирующей религией в этой части мира, и около 70 % населения западных стран идентифицируют себя как христиане. Число христиан растёт в Африке и Азии, на самых густонаселённых континентах мира.

## Критика
Христианство подвергалось критике, в частности, в связи с его учением о посмертной участи человека. Согласно христианскому учению, все люди наследуют грех Адама и заслуживают вечного осуждения. Все, кто умирают некрещёными, включая младенцев, попадают в ад и будут страдать в вечных муках. У людей нет причин жаловаться на это, поскольку они все злы. В «Исповеди» Августин Блаженный перечисляет грехи, в которых он был виновен, ещё будучи в колыбели. Но по благодати Божией некоторые люди из числа тех, кто был крещён, избраны, чтобы попасть на небеса; это избранные. Они отправляются на небеса не потому, что они хорошие; все люди полностью испорчены, за исключением случаев, когда Божия благодать, которая даруется только избранным, позволяет им быть другими. Невозможно указать причину, по которой некоторые спасены, а остальные прокляты. Воля Бога выглядит немотивированной. Осуждение доказывает Божию справедливость; спасение — Его милосердие; оба аспекта в равной степени свидетельствуют о Его благости.

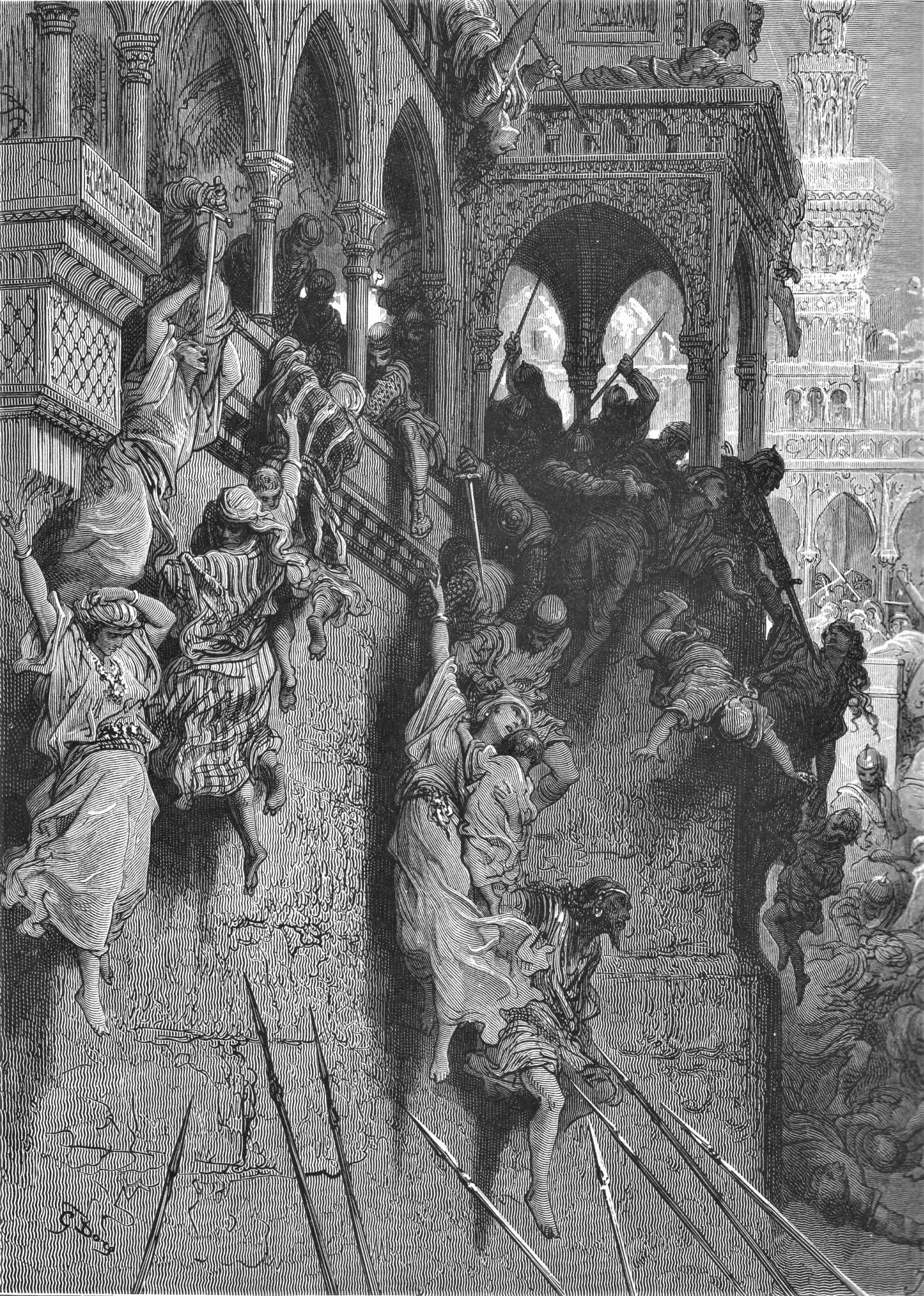
Резня в Антиохии, Гюстав Доре

Предметом дискуссии является вопрос, поддерживает ли христианство насилие и является ли оно религией насилия. Одни указывают на крестовые походы, большое число случаев благословения войн, поддержку смертной казни, телесных наказаний под предлогом «пожалеешь розги — испортишь ребёнка», оправдание рабства, европейский колониализм под предлогом обращения в христианство, систематическое насилие над женщинами и др. Противоположная сторона указывает на образ Христа, чья Нагорная проповедь учила ненасилию и любви к врагам; Иисус не противился обвинителям и принял смерть на кресте, не оказав насильственного сопротивления; его ненасильственное учение вдохновило ранних христиан и впоследствии сохранилось в доктрине оправданной войны, которая объявляет любую войну грехом, иногда рассматривая её как необходимое зло; в запрете войны монахами и духовенством, а также в устойчивой традиции христианского пацифизма. Классическая теология в значительной степени связана с примирением с насилием и с его поддержкой, однако христианство содержит также ненасильственный дискурс.
Французский историк Пьер Весперини считал, что христианизация не была «естественной», «спонтанной», «органичной». Этот процесс носил насильственный характер. Старые культы были запрещены, статуи, храмы разрушены, священные деревья уничтожены, боги низвергнуты, множество дохристианских текстов погибло. В целом, язычество подверглось повсеместным гонениям. При этом, по мнению Весперини, Церковь не ограничивалась репрессивными мерами, но ввела ряд религиозных практик, напоминавших о былых временах и в какой-то мере компенсировавших культурные потери. Он считал, что христианство в Европе никогда не исповедовалось добровольно, но всегда опиралось на государственное насилие. По его мнению, как только угроза насилия исчезла, Европа быстро дехристианизировалась. Это происходит настолько быстро, что возникает вопрос, было ли язычество вообще искоренено.
Весперини писал, что с христианизации начинается патриархат в нынешнем его понимании. Хотя все известные общества патриархальны, но только европейская культура дополнила эту иерархию уникальной системой принижения женщин и ненависти к ним. Считалось, что женщина неразрывно связана с плотью, а значит, и с грехопадением. По мнению Весперини, яснее всего — особенно на контрасте с античной культурой — это принижение женщин проявилось в нападках церковников на женскую красоту. По словам Весперини то, чему Античность буквально поклонялась — богини были прекрасны, и красивая девушка сразу же вызывала мысль о божестве, решившем провести некоторое время среди смертных, — христианская церковь преследовала с непримиримой ненавистью. По этой причине в житиях святых женщины так часто стремятся изуродовать себя, чтобы присоединиться к Христу. Святая Бригитта Ирландская выкалывает себе глаза, чтобы избежать замужества; блаженная Одетта Брабантская отрезает себе нос, говоря, что хочет «разрушить красоту своего лица».
Из всех религий христианство больше всего ассоциируется с колониализмом, поскольку западные его формы (католицизм и протестантизм) были религиями европейских держав, осуществлявших колониальную экспансию в мировом масштабе. Первые историки церкви, которые каталогизировали сведения по истории христианского миссионерства, давали агиографические описания испытаний миссионеров, их успехов, а иногда и мученичества. Миссионеры были представлены как святые, образцы идеального благочестия среди окружающей их «дикости». Однако к середине XX века, в эпоху движений за гражданские права, антиколониализма и растущей секуляризации, историки стали описывать миссионеров как «высокомерных и хищных империалистов». Христианство воспринималось этими авторами не как спасительная благодать, а как монолитная и агрессивная религия, которую миссионеры навязывали «непокорным туземцам». Миссионеры понимались как важные агенты постоянно расширяющихся государств или идеологические и фанатичные «войска» колониального вторжения.
В позднюю викторианскую эпоху было принято писать о «войне между наукой и религией» и предполагать, что эти две сферы культуры всегда должны находиться в конфликте. Однако позднее историки науки отошли от подобных взглядов. Тезис о конфликте, по крайней мере в его простой формулировке, в настоящее время широко воспринимается как ошибочная интеллектуальная основа для построения реалистичной историографии западной науки. Историк науки Джон Брук писал, что в своих традиционных формах тезис конфликта был в значительной степени дискредитирован. Согласно Гэри Фернгрену, хотя точка зрения Брука о преобладании тезиса комплексности, над тезисом конфликта получила широкое признание среди профессиональных историков науки, традиционная позиция остаётся сильной в других сферах, не в последнюю очередь в общественном сознании.
Израильский религиовед Дэвид Флюссер считал христианство более бедной формой иудаизма и крайне антиеврейской религией. По его мнению, неспособность христианства обратить еврейский народ в новую веру как раз и является причиной сильной антиеврейской тенденции в христианстве.
Религиовед Элизабет Кастелли указывает на «христианский комплекс преследования», который набирал обороты в течение 1990-х годов. Важной вехой роста этого явления стало принятие Закона США о международной религиозной свободе в 1998 году; ускоряющим фактором стали террористические атаки 11 сентября 2001 года. Этот комплекс имеет целью воспрепятствовать политическим дебатам и критике, характеризуя любую позицию, не соответствующую этой политизированной версии христианства, как проявление антирелигиозного фанатизма и преследования по религиозному признаку. Этот дискурс регулярно использует архетипическую фигуру мученика как источник неоспоримого религиозного и политического авторитета. Представление о том, что христианство подвергается нападкам, преобладает в современных аргументах в пользу религиозных привилегий. Консервативные законодательные власти, политики и СМИ часто характеризуют такие вопросы, как однополые браки и мандат ACA на контрацептивы, как нападки на христиан или христианство.

## Христианская мифология

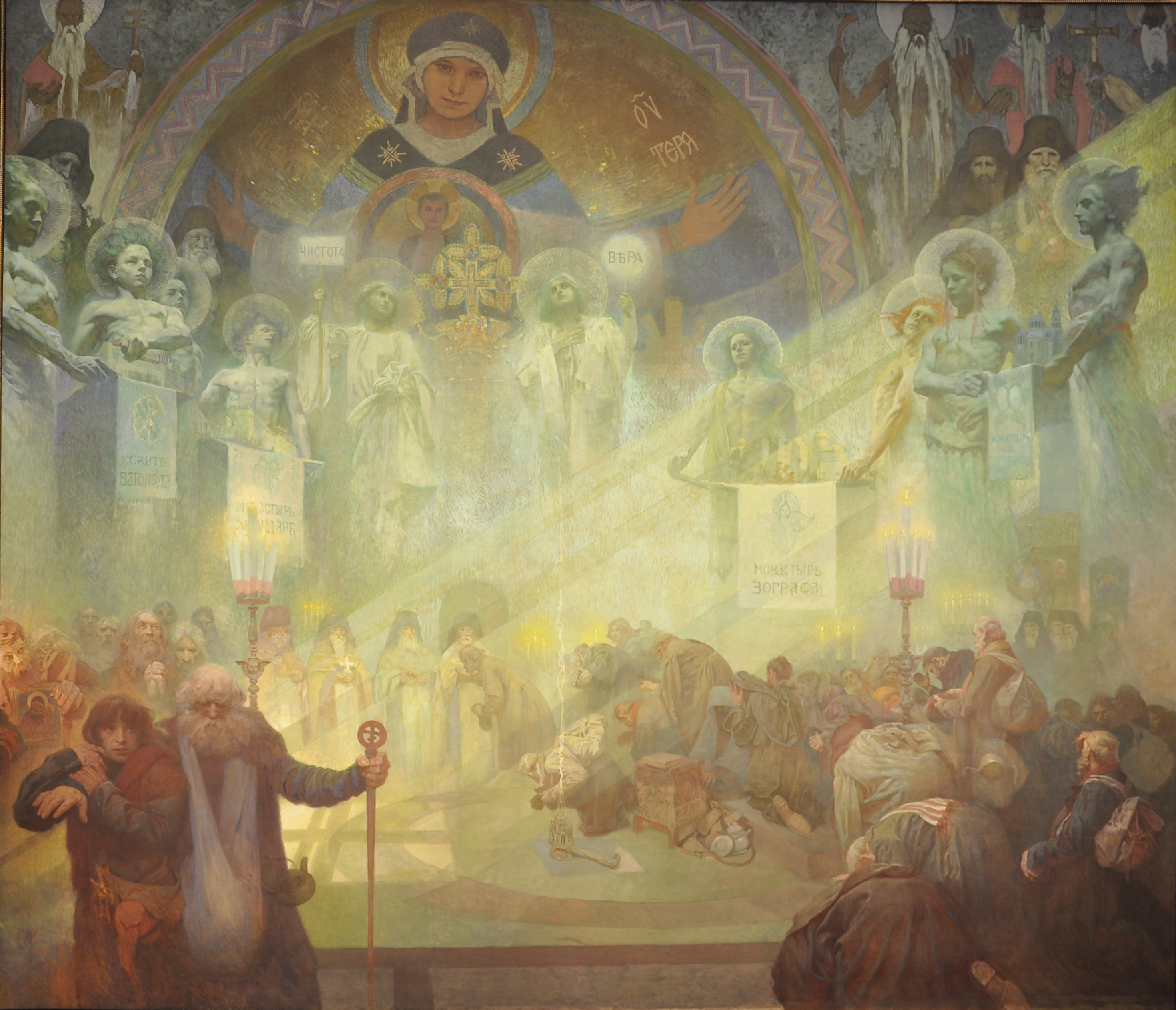
Святая Гора Афон, из цикла «Славянская эпопея» Альфонса Мухи, 1926. Изображено незримое присутствие святых

Христианская мифология — комплекс представлений, образов и символов, которые связаны с христианской религиозной доктриной и развиваются в результате взаимодействия этой доктрины и фольклорых традиций христианских народов.
Соотношение между христианской доктриной и христианской мифологией весьма противоречиво. Христианская доктрина в своём обязательном для верующего виде, теология, представляет собой систему догматов и моральных принципов, сознательно противопоставленных чувственной наглядности и житейским ценностям. Эта система стадиально отлична от мифологии и противоположна принципу мифологии как обобщения архаического обычая, поскольку противопоставляет данности обычая потустороннюю «истину». Уже иудаистическая мифология представляет собой сложный феномен, определённые черты «обычной» мифологии в ней отсутствуют. Целые пласты мифологического материала (например, подробные сведения по фантастической космологии и др.), богато представленные в буддийской, джайнской мифологии и др., практически отсутствуют в каноне христианского Священного Писания и Священного Предания. Они имеются в христианских апокрифах, в фольклорных и полуфольклорных текстах. Они обособлены от официальной, общеобязательной доктрины.